# 代郡
代郡（だいぐん、拼音：Dài jùn）は、かつて中国に存在した郡。歴史上、秦～晋時代の幽州代郡（現在の河北省蔚県）と、北朝時代の恒州代郡（現在の山西省大同市）がある。

## 沿革
戦国時代、趙の武霊王によって設けられた。
秦・漢代、現在の河北省蔚県に代県を置いて郡治（郡役所）とした。内外の長城の間に置かれ、異民族防衛の要衝の地となる。

### 前漢の時代
州：幽州、戸数：56771、人口：278754人、県数：18
- 桑乾県
- 道人県
- 当城県
- 高柳県
- 馬城県
- 班氏県
- 延陵県
- 狋氏県
- 且如県
- 平邑県
- 陽原県
- 東安陽県
- 参合県
- 平舒県
- 代県
- 霊丘県
- 広昌県
- 鹵城県→雁門郡へ

### 新の時代
代郡は厭狄郡と改称され、郡治のあった代県は厭狄亭となった。

### 後漢の時代
州：幽州、戸数：20123、人口：126188人、城数：11
- 高柳県
- 桑乾県
- 道人県
- 当城県
- 馬城県
- 班氏県
- 狋氏県
- 北平邑県…永元8年（96年）に再編入
- 東安陽県
- 平舒県
- 代県

建武25年（49年）、烏桓族の大人（たいじん：部族長）の郝旦（かくたん）らが後漢に朝貢すると、光武帝は彼らを幽州の各郡に居住させ、代郡にも烏桓族が住むようになる。建安年間では普富盧、能臣氐といった代郡烏桓が叛服した。

### 晋の時代
州：幽州、戸数：3400、県数：4
- 代県
- 広昌県
- 平舒県
- 当城県

西晋の建興3年（315年）、鮮卑拓跋部大人の拓跋猗盧は愍帝によって代王に封じられ、代国を建国した。平城（現在の山西省大同市）を都とし、現在の内モンゴル中部から山西省北端を治めた。376年、前秦の苻堅によって代国が滅ぼされると、一時は前秦領となり、後燕の建興3年（388年）に廃止された。

### 北朝の時代
州：司州、後に恒州、県数：4
- 平城県
- 太平県
- 武周県
- 永固県

### 隋代
大業年間に代郡を設置、後に馬邑郡となる。

## 参考資料
- 『漢書』（地理志下）
- 『後漢書』（志第二十三 郡国五）
- 『晋書』（志第四 地理上）
- 『魏書』（志第五 地形志上）